# جنگل‌های بارانی آتسینانانا
جنگل‌های بارانی آتسینانانا از میراث جهانی یونسکو است که در سال ۲۰۰۷ به عنوان میراث جهانی یونسکو به ثبت رسیده‌است. این جنگل‌ها در ۱۳ منطقه، درون شش پارک ملی در شرق ماداگاسکار قرار دارند. این جنگل‌ها از نظر تنوع زیستی و بوم‌شناسی دارای اهمیت بسیاری هستند. از جمله گونه‌های نادر و در معرض خطر در این جنگل‌ها، لمورها و نخستی‌های این جنگل را می‌توان نام برد.

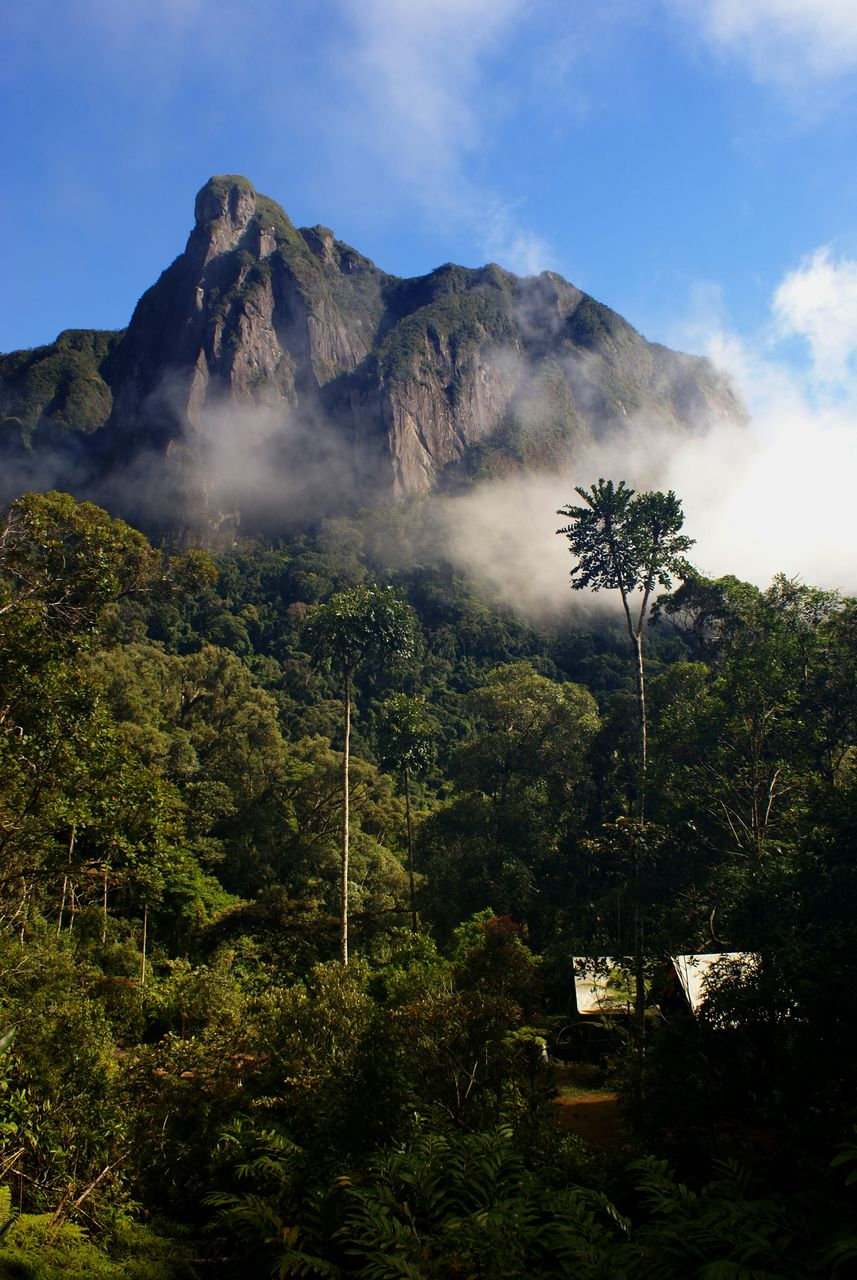
پارک ملی ماروجِجی